# عالية بنت المنصور
عاليَة أو عَليَّة بنت عبدِ الله المَنصور هي أميرة عَبَّاسيَّة والابنة الوحيدة للخليفة العباسي الثاني أبو جَعْفَر اَلمَنْصُور والأخت غير الشقيقة للخليفة العباسي الثالث المهدي، تُعتَبر علَيَّة هي الأميرة العباسية الوحيدة في تاريخ الخلافة التي جَمَعَت دِمائِها بين السُلالَتين العَرَبيِّتين الذين حكموا العالم الإسلامي، حيث أن أباها عَبَّاسيّ ووالِدتَها أمَويَّة.

## الحياة
عاليَة وُلدت في بداية السَّبعينيَّات من القرن الثامِن الميلاديّ، فقد وُلِدت في العاصِمة بَغْداد التي بناها أباها الخليفة اَلمَنْصُور وكانت اِبنَتَهُ اَلوحيدة وكانت والِدَتُها الأميرة العالية بنت عبد الرحمن الأسديَّة الأمَويَّة، تم تسميتها على اسم والدتها من قبل والديها وهو أمر طبيعيِّ وجودُه في اَلمُجْتَمع العَربيّ آنَذاك، كانت صغيرة جداً عندما توفي والدها عام 775، وبعد وفاتِه اعتنى بها إخوَتها الكِبار.
تَزوَّجت إسحاق بنُ سُليمان اَلعَبَّاسيّ ابن عمّها من الفرع اَلعَبَّاسي الذي لم يحْكُم كما زاد ارتباط الفرع الجانبيّ بالسلطة الحاكمة بزواج إسحاق من عالية بنت المنصور. وبسبب علاقته الوثيقة بالخُلُفاء سواءً بالدِّم والوَلاء، فقد ظل زوجها وأطفالها مسؤولين مهمِّين في الخلافة.
كانت عالية معاصرة للعديد من الخلفاء العباسيين فقد عاصرت حُكم أبيها بدايةً ثم أخيها المهدي وابنا أخيها موسى الهادي وهارون الرشيد.

## إخوة
كانت عالية مرتبطة بالبيت العباسي بالولادة وبالزواج مثل معظم الأميرة العباسية الأخرى، حيث كانت معاصرة لها صِلات قرابَة بالعديد من الخلفاء والأمراء والأميرات العباسيين.
| لا. | العباسيون           | علاقة                  |
| --- | ------------------- | ---------------------- |
| 1   | أبي عبد الله المهدي | الأخ الأكبر غير الشقيق |
| 2   | جعفر الأكبر         | الأخ الأكبر غير الشقيق |
| 3   | سليمان              | أخ غير الشقيق          |
| 4   | عيسى                | أخ غير الشقيق          |
| 5   | يعقوب               | أخ غير الشقيق          |
| 6   | جعفر                | أخ غير الشقيق          |
| 7   | صالح                | أخ أصغر غير الشقيق     |
| 8   | قاسم                | أخ أصغر غير الشقيق     |
| 9   | علية بنت المهدي     | ابنةُ أخ غير شقيق       |
| 10  | زُبيدة بنت جعفر      | ابنةُ أخ غير شقيق       |